# Fraternité du Silence (Jaén)
 (avril 2018).
La Fraternité de Pénitence et Confrérie de Pénitents du Silence du Sanctissime Christ de l'Humilité et Marie Sanctissime Mère de Dieu (en espagnol : Hermandad de Penitencia y Cofradía de Nazarenos de Silencio del Santísimo Cristo de la Humildad y María Santísima Madre de Dios) est une confrérie dont le siège canonique se trouve dans l'Église du Christ Roi de la ville de Jaén (Espagne). Elle va en procession pendant la Semaine sainte, au soir du Mardi Saint.
À l'image des confréries anciennes, caractéristiques du Moyen Âge espagnol, elle proclame sa foi en menant en procession une ancienne statue de Jésus en Croix.
Elle est l'une des confréries les plus récentes de la ville.

## Histoire de la Fraternité

### Fondation
Le premier document qui mentionne la Fraternité date de 1954. Cette année-là, sous l'impulsion de  Vera[Qui ?], plusieurs frères fondent une « confrérie de silence » semblable à d'autres confréries espagnoles. Ils se réunissent en assemblée constituante le 15 mars 1955 dans l'ancien ermitage Saint Clément, devenu depuis un couvent de reclus. Les premiers statuts sont approuvés le 18 avril par l'évêque du diocèse Félix Romero Mengíbar. Celui-ci les reconnaît comme « Fraternité du Très-Saint Christ du Silence ».
La fraternité attendra deux ans pour devenir station de pénitence en raison du lamentable état de conservation dans lequel se trouvait le Christ de la Miséricorde, statue qui représentait la Fraternité. Celui-ci se trouvait dans l'ermitage Saint Clément, à la suite de la ruine de l'ancien couvent de Saint Augustín dans lequel elle représentait, pendant les XVIe, XVIIe et XVIIIe siècles, l' «Ancienne et Primitive Confrérie des Angoisses et Cinq Plaies de Notre Seigneur Jésus-Christ», puis au XVIIIe siècle, la «Confrérie du Saint Christ de Burgos», deux confréries aujourd'hui disparues.
Sa restauration sera confiée à Constantino Unghetti Álamo,.
La Fraternité s'est déplacée à l'Église de Christ Roi pendant le Carême de l'an 1957. Cette année-là était célébré un Triduum, la confrérie réalise alors sa première sortie en procession dans la nuit du Mercredi Saint, le 17 avril. Depuis cette époque seuls peuvent entrer en Fraternité des hommes majeurs, c'est-à-dire âgés d'au moins 18 ans selon le droit canon. Dans les années soixante-dix, la Fraternité, sur le point de s'éteindre, ne doit sa pérennité qu'au travail du secrétaire, Bartolomé Cerezo Cerezo. Il est à ce jour le seul Frère Majeur Honoraire de la Fraternité.

### Croissance
Depuis les années 1980, la Fraternité a survécu grâce à l'augmentation du nombre de frères. Le 16 octobre 1986, l'évêque Dom Miguel Peinado Peinado approuve de nouveaux statuts. Ceux-ci mettent fin notamment à diverses limitations au recrutement de frères, ainsi qu'à l'interdiction faite aux femmes d'appartenir à la confrérie. Les statuts reconnaissent comme culte principal le Triduum du Carême. En 2009, la Fraternité est une des premières confréries à prendre position contre la loi sur l'interruption volontaire de grossesse. Par témoigner de son engagement dans la « défense de la vie humaine », les frères portent depuis un ruban blanc.

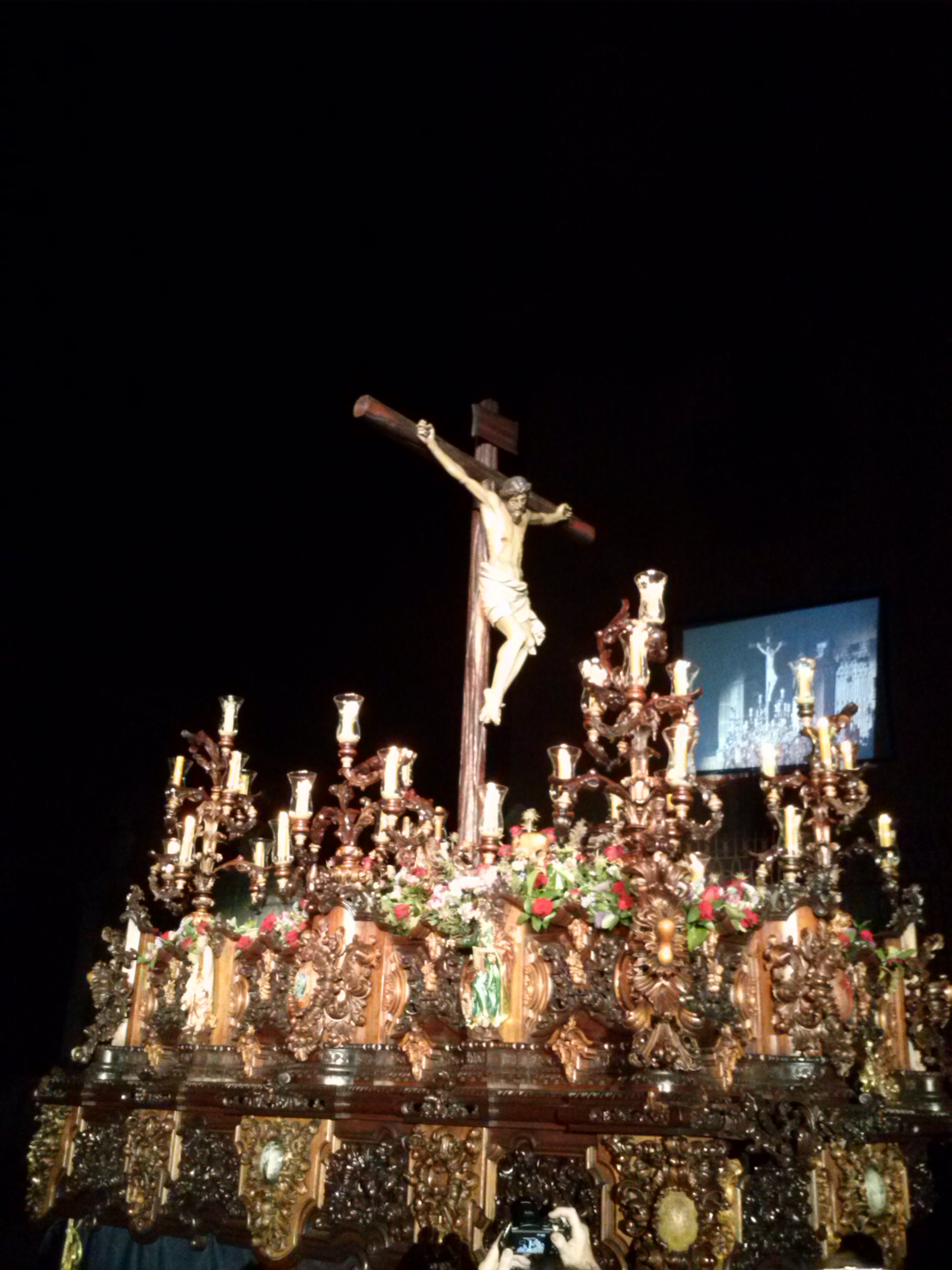
Christ De l'Humilité sur paso pendant la grande procession du 15 juin 2013.

Le 18 décembre 2009, les membres de la Fraternité, réunis en assemblée générale, s'accordent sur l'approbation de nouveaux statuts qui sont ratifiés, le 27 janvier 2010, par l'évêque du diocèse, Ramón del Hoyo López. Par rapport aux statuts de 1986, les changements les plus significatifs concernent l'ajout d'un nouveau patronnage, la « Très Sainte Marie, Mère de Dieu », et l'adoption d'un nouveau nom pour la Fraternité : Fraternité de Pénitence et Confrérie de Pénitents du Silence du Sanctissime Christ de l'Humilité et de la Sanctissime Marie, Mère de Dieu.

### Année de la Foi
Pendant l'Année de la Foi, le 16 janvier 2013, le diocèse autorise la Fraternité à commander une statue à l'effigie de Marie, Sanctissime Mère de Dieu, œuvre qui sera réalisée par le sculpteur Israël Cornejo Sánchez. Elle est bénie, le 9 novembre, dans son siège canonique devant de nombreux fidèles
La Congrégation des Esclaves du Sanctissime Sacrement et de l'Immaculée l'adoptait comme sainte patronne afin de partager leur siège avec la Congrégation de Sœurs Missionnaires d'Action Parroissiale, dans la paroisse du Christ-Roi. La Confrérie de la Conception de Notre Dame et de la Sainte Chapelle Saint André, devenant ainsi la première institution mariale de Jaén. De plus, en partageant aussi leur siège canonique avec la Confrérie du Pardon, Amour et Espoir, elles seront honorées comme Confrérie de la Passion, ce qui les autorise à participer aux cérémonies de la Semaine Sainte.
Le 15 juin de cette année[Laquelle ?], la Fraternité participe à la Fides Sancti Regni avec la statue de la nouvelle patronne.
Au cours de cet cérémonie, hors de l'Ordinaire de l'Église, la Fraternité alla en procession jusqu'à la cathédrale, accompagnée par l' «Ensemble de Clarines et Tambours “Mont Calvaire”» de Martos qui interprétait des marches classiques. Le retour fut réalisé dans un silence complet, comme il est d'usage pour toutes les confréries

,.

## Iconographie

### Christ de l'Humilité
Ce christ est l'œuvre d'un sculpteur anonyme du XVIe siècle, de l'entourage de Jerónimo Quijano et Gutierre Gierero. Haut de 1,30 mètre, elle est taillée dans du bois de bouleau et a été restaurée en 1957, par Constantino Unguetti Álamo y Francisco Cerezo Moreno, puis en 1993, por Eloisa Arcos Quesada. José Domínguez Cubero écrit :
« D'après des photos récemment retrouvées du Christ Perdu de la Vraie Croix de Torres, documentée par J. de Reolid, les ressemblances des deux images, comparées avec d'autres sculptures dans le style du Christ du Corpus de la Magdalena qui fait référence pour la représentation de crucifiés dans la première moitié du XVIe siècle, dans la région de Jaén, pendant la première moitié du XVIe siècle, permettent de penser que les deux statues peuvent être du même auteur. »
Jésus est représenté mort sur la Croix, crucifié à l'aide de trois clous, le pied droit sur le gauche, la tête inclinée à droite avec une couronne d'épines faite de grosses branches tressées, sculpté dans un seul bloc. Les yeux sont à moitié fermés, la bouche ouverte et les dents cassées. La barbe et le cheveux sont ondulés, séparés par une raie au milieu laissent entrevoir les deux oreilles. Les bras raidis, les mains à moitié fermées, les doigts crispés. Le ventre plié et effondré, marque l'arc chondro-costal souligné par des pectoraux bien marqués. La taille est protégée par un périzonium enroulé plusieurs fois, noué sur le côté gauche.

### Marie, Mère de Dieu

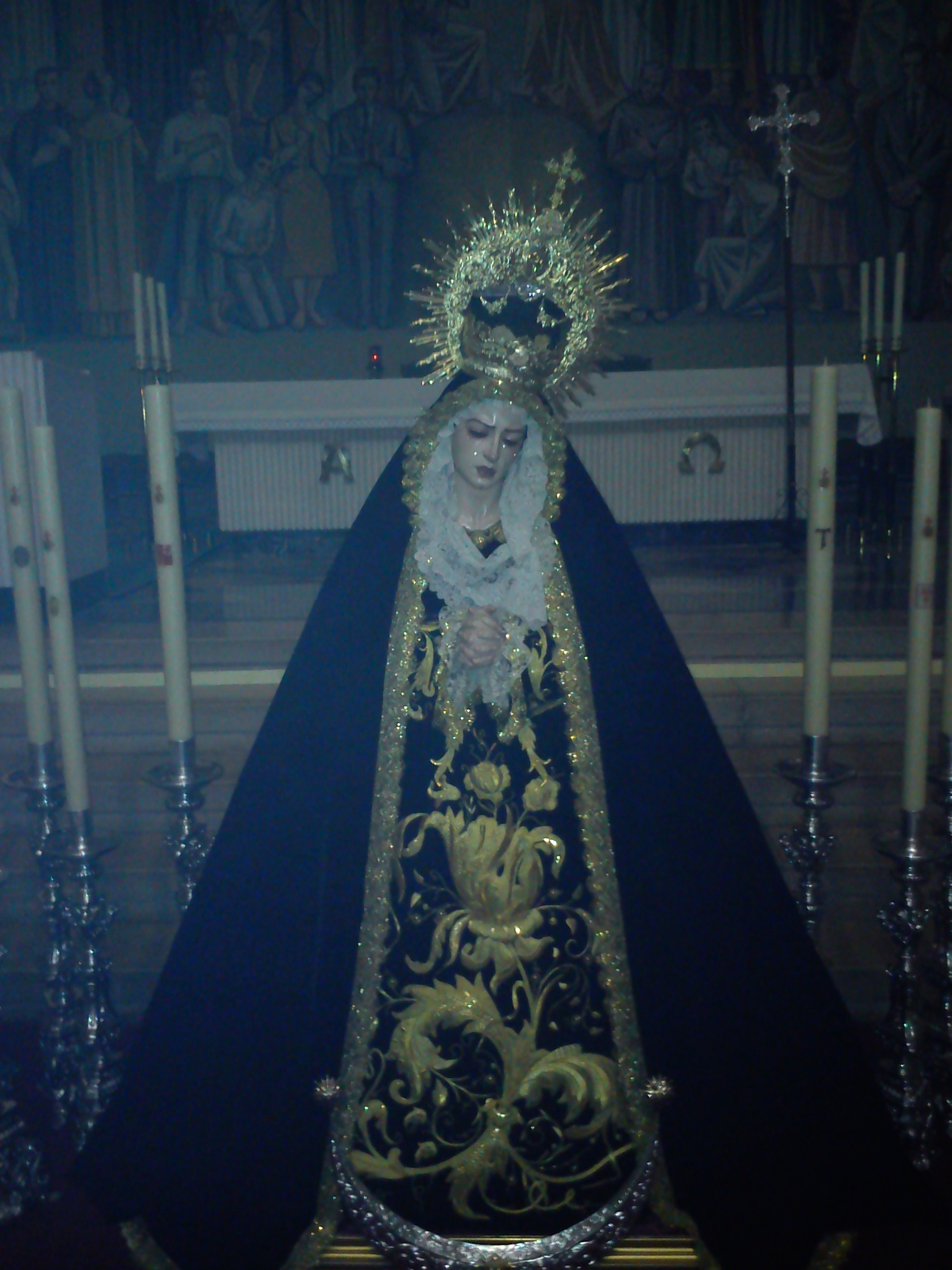
Marie Sainte Mère de Dieu dans sa chapelle. La cape est l'œuvre du brodeur Jesús Rosado.

Cette statue est l'œuvre d'Israël Cornejo Sánchez en 2013. Représentée grandeur nature, les mains entrelacées, priant et implorant, la tête inclinée vers la gauche baissant le regard, souligné par un geste de douleur et beauté. Dans un visage ovale au menton lisse, avec la bouche entre-ouverte signifiant un soupir, les yeux gonflés et les sourcils avec forme de “S” pour montrer sa peine. Elle est coiffée avec une raie centrale et les cheveux coiffés en chignon, sur la nuque,  laissent voir les oreilles. Le torse, une stature féminine, est ébauché, tandis que les épaules sont arrondies pour être habillées.
Taillée en bois de Cèdre, préparé et stuquée pour recevoir une polychromie à l'huile en usage au siècle d'or. Les cils sont faits de poils naturels et les larmes de verre. Il existe un deuxième jeu de mains, ouvertes en attitude d'intercession,.
Elle fut bénie le 9 novembre 2013 dans l'église du Christ-Roi. Pour l'occasion elle étrennait une cape de velours noir brodée d'or portée sur un manteau noir luis aussi rebrodé d'or, ainsi qu'une couronne de vermeil ciselée, de style rococo.

## Pasos
Paso du Christ
Le paso, de style rococo, est sculpté par José José Carlos Rubio Valverde en 2005. Sur le devant, il porte une Croix de Saint Jacques. Sur les côtés se trouve une allégorie de Saint Ildefonse, l'écu aux armes de la paroisse du Christ Roi. Sur la face arrière se trouve l'écu de l'évêque qui a approuvé les statuts de la confrérie, Félix Romero Mengíbar. Les soupiraux portent les armes de la confrérie des Esclaves du Sanctissime, une allégorie de Saint François d'Assise, une autre allégorie de Saint Jacques. Celui de l'arrière porte une allégorie de Saint Euphraise d'Andujar (es), patron du diocèse. Le heurtoir, un rinceau de style rocaille orné d'une Immaculée Conception est dessiné par Rubio.
En 2011, des lanternes formées de rameaux sont disposés aux quatre coins et sur les deux côtés s'ajoutent 38 lumignons. Jusqu'alors le paso était éclairé par quatre cierges placés dans les coins où se trouvent les quatre évangélistes, œuvre de Manuel Luque Bonillo.
Les rideaux qui cachent les pénitents, installés en 2010, sont brodés de fil d'or par le cordouan Rafael Jódar González. Sur le devant une colombe représente l'Esprit Saint tandis qu'à l'arrière est brodée une coquille, symbole du baptême, souvenir de ce qu'à l'origine la Fraternité était une confrérie de pèlerins. Sur l'un des côtés apparaît une allégorie de Dieu le Père, alors que sur l'autre se trouve un Agnus Dei.
L'ornement floral est composé de statices violets mêlés à quelques chardons de montagne qui lui donnent un aspect simple et humble.
Au pied de la Croix se trouve une tête de mort posée sur deux tibias croisés. Ils rappellent que, selon la tradition, le Christ a été crucifié sur la tombe d'Adam et, que lorsque le sang du Christ tomba sur le crâne, Adam a retrouvé la vie éternelle.
Paso du Dais
La Fraternité a commandé un paso de style maniériste, superbe, élégant, en accord avec sa pensée. L'illumination se fait par une rangée d'une multitude de lumières qui éclairent une estrade de grandes dimensions. La Vierge porte un manteau court, création du brodeur Jesús Rosado.

## Écu et emblème
Écu

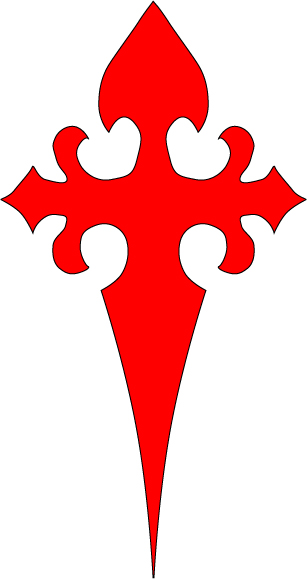
Croix de Saint Jacques.

L'écu de la Fraternité porte: au centre, une Croix de Saint Jacques. Dans la partie inférieure sont disposés deux écus ovales, de champs accolés. Dans celui de droite, en champ pourpre, le Chrisme potencé d'or, dans celui de gauche, en champ d'azur, l'anagramme de Marie en or, sur douze étoiles d'or. Les deux écus reposent par leur partie ovale par un socle rocailles.
Emblème
L'emblème de la Fraternité est la Croix de Saint Jacques.
Devise
La devise de la Fraternité est une citation de saint François d'Assise: Paix et bien.

## Siège
Le premier siège canonique de la Fraternité a été l'Ermitage Saint Clément, lieu dans lequel elle a été fondée en 1955. Ce temple, de petites dimensions, bâti au XVe siècle, il a été remodelé en 1956. De plan rectangulaire, la voûte possède trois vaisseaux séparés reposant sur des piliers. Dans la grande chapelle se trouve l'abside qui héberge la statue de la Vierge des Remèdes, œuvre de Luis Sánchez en 1716. Depuis sa rénovation elle accueille aussi la Communauté de la Congrégation des Esclaves du Sanctissime Sacrement et de l'Immaculée (es).
Pendant le carême de 1957 elle s'est déplacée vers son nouveau siège, l'Église paroissiale du Christ-Roi. Cette église est aussi siège de la Confrérie Sacramentaelle du Pardon. L'église, œuvre de l'architecte Ramón Pajares Pardo, a été consacrée en 1955 par le nonce Ildebrando Antoniutti, l'évêque de Jaén Félix Romero Mengíbar et l'archevêque de la Grenade Rafael García et García de Castro.
Ce temple est une grande église, de plan rectangulaire comportant trois vaisseaux, les nefs latérales étant bien moins larges que la nef centrale. Il lui est adjoint un grand presbytère dont la façade porte une peinture murale de Francisco Bains Martos, peinte en 1956. Elle représente le Christ-Roi, entouré de Dieu le Père, le Saint-Esprit, la Vierge, des saints et martyrs, ainsi que des membres anonymes du clergé séculier, du clergé régulier et du Peuple de Dieu. La façade principale est encadrée par deux tours et la dénivellation avec la rue est compensée par un escalier.

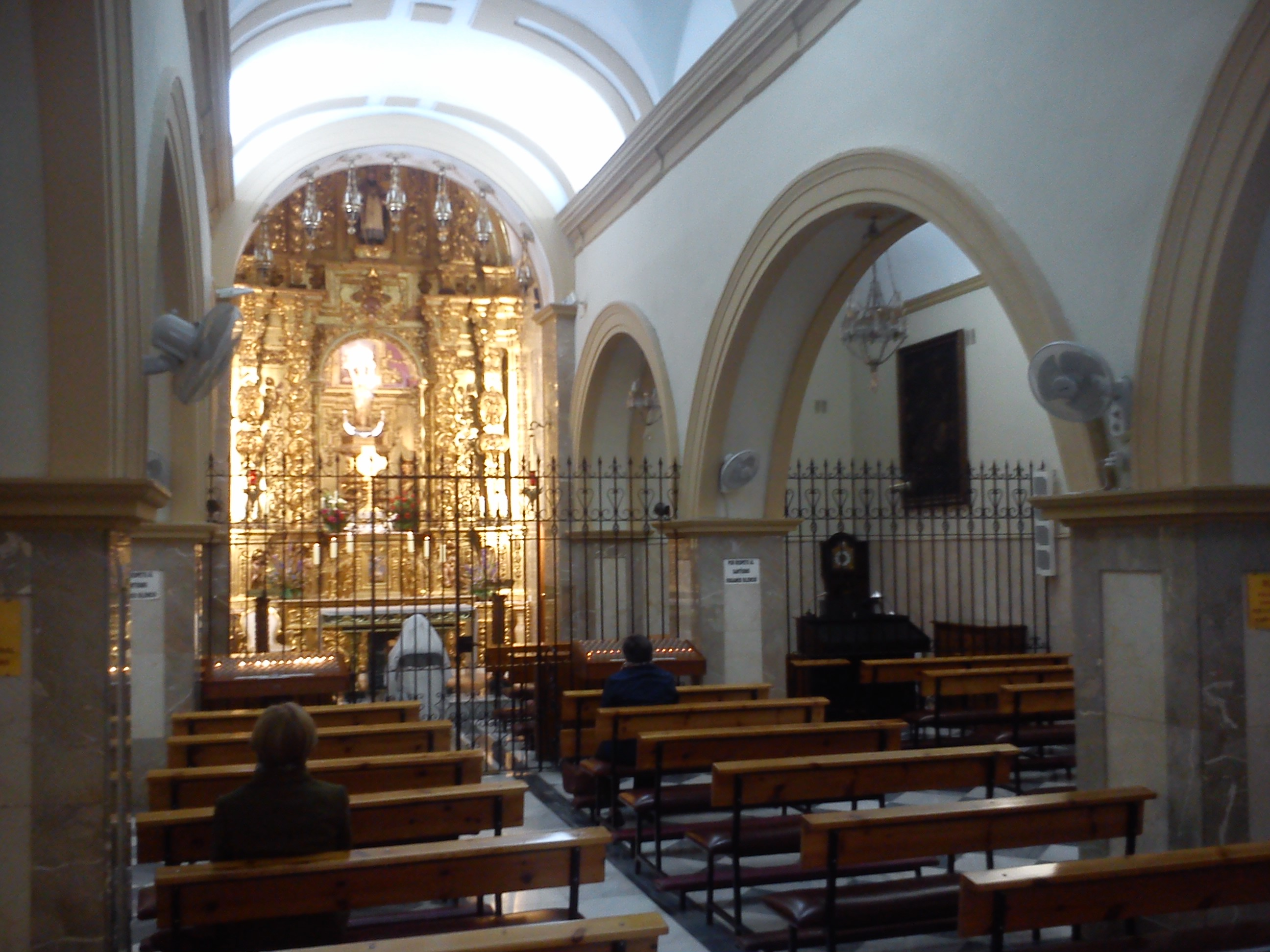
Interior de San Clemente.
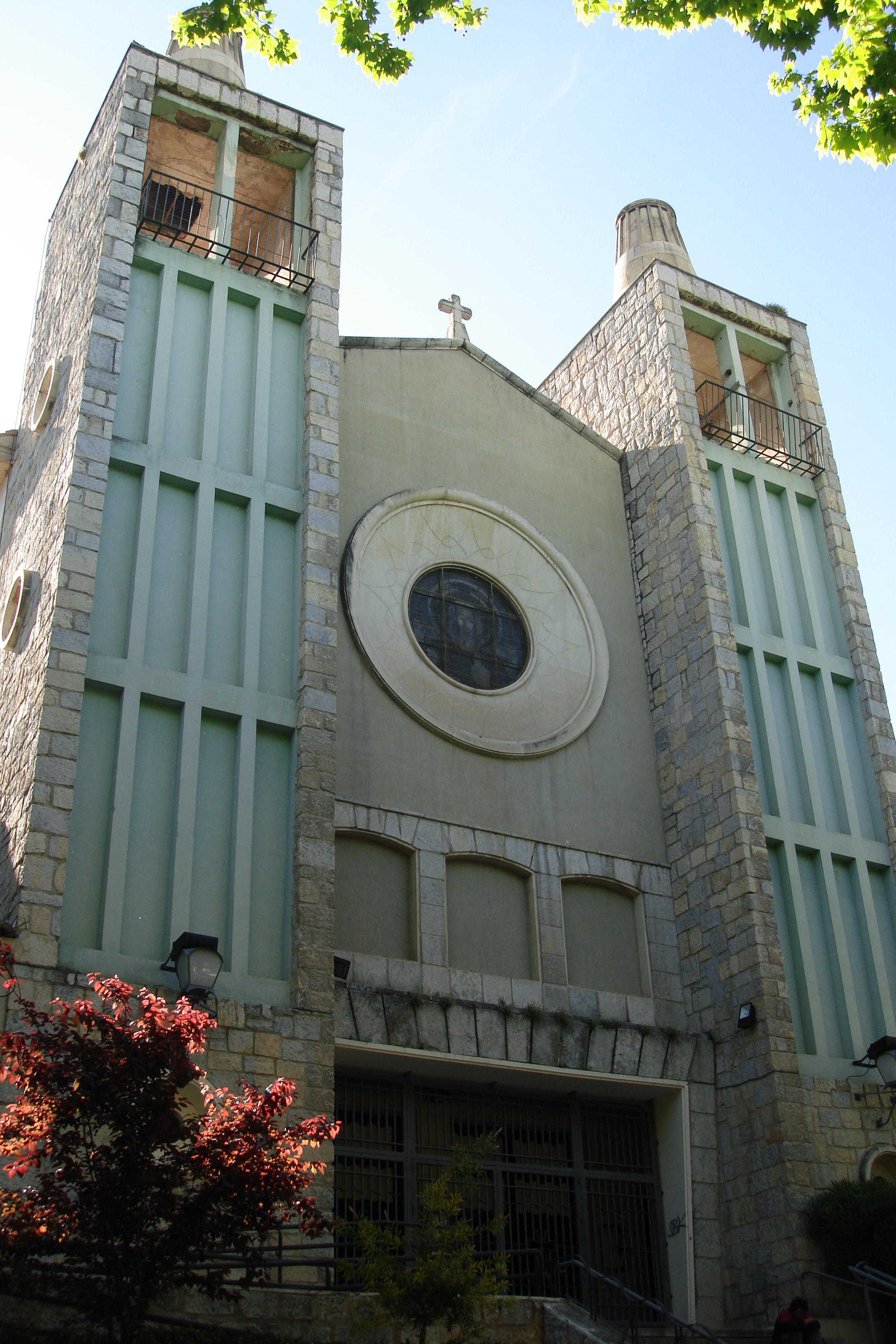
Fachada principal de Cristo Rey.

## Sorties en procession.
Avant de sortir, les frères récitent la Prière au Sanctissime Christ de l'Humilité, font les Renoncements et Confession de Foi, et s'adonnent au Sermon du Silence. Puis, la Fraternité va en procession dans un silence absolu, dans le noir (Pour ce faire, l'éclairage public est éteint sur une partie du parcours). À l'entrée de l'église, pendant la Station de pénitence, ils récitent diverses prières ainsi qu'une oraison pour les frères défunts.
La cohorte des frères se divise en deux sections, les Frères de lumière qui portent une lanterne, et des frères de pénitence que portent une croix.

### Habit de la Fraternité.
L'habit rappelle le froc du Franciscain. Les frères portent une tuniques d'étamine avec un capuchon sans capirote, de couleur marron. Sur le capuchon est brodée en rouge, une Croix de Saint-Jacques. Une ceinture de en toile d'alfa de 15 cm, des gants noirs, des sandales noires portées sans chaussettes complètent la tenue. Tous les pénitents vont en procession liés entre eux par une chaîne.

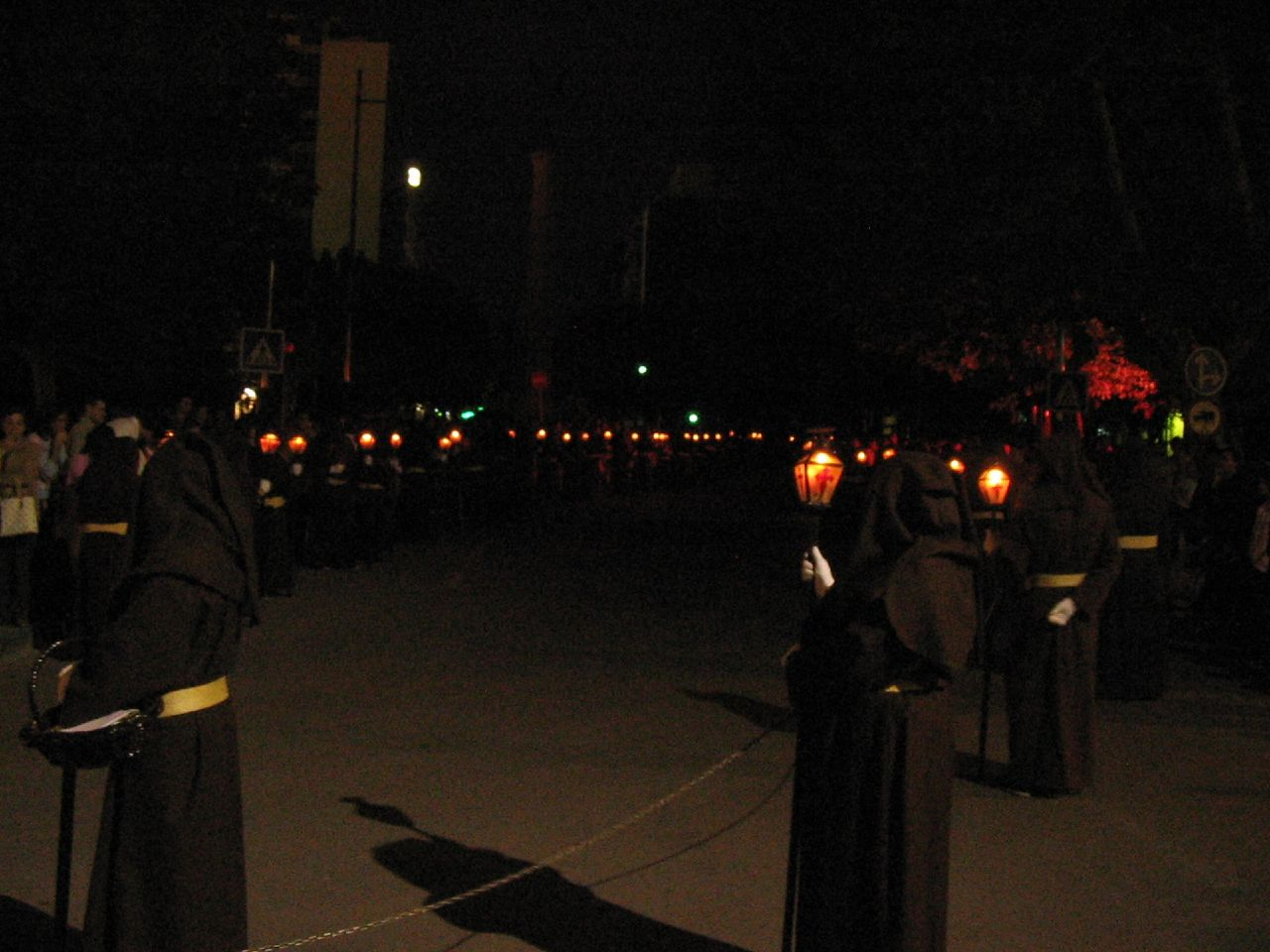
Frère de la lumière
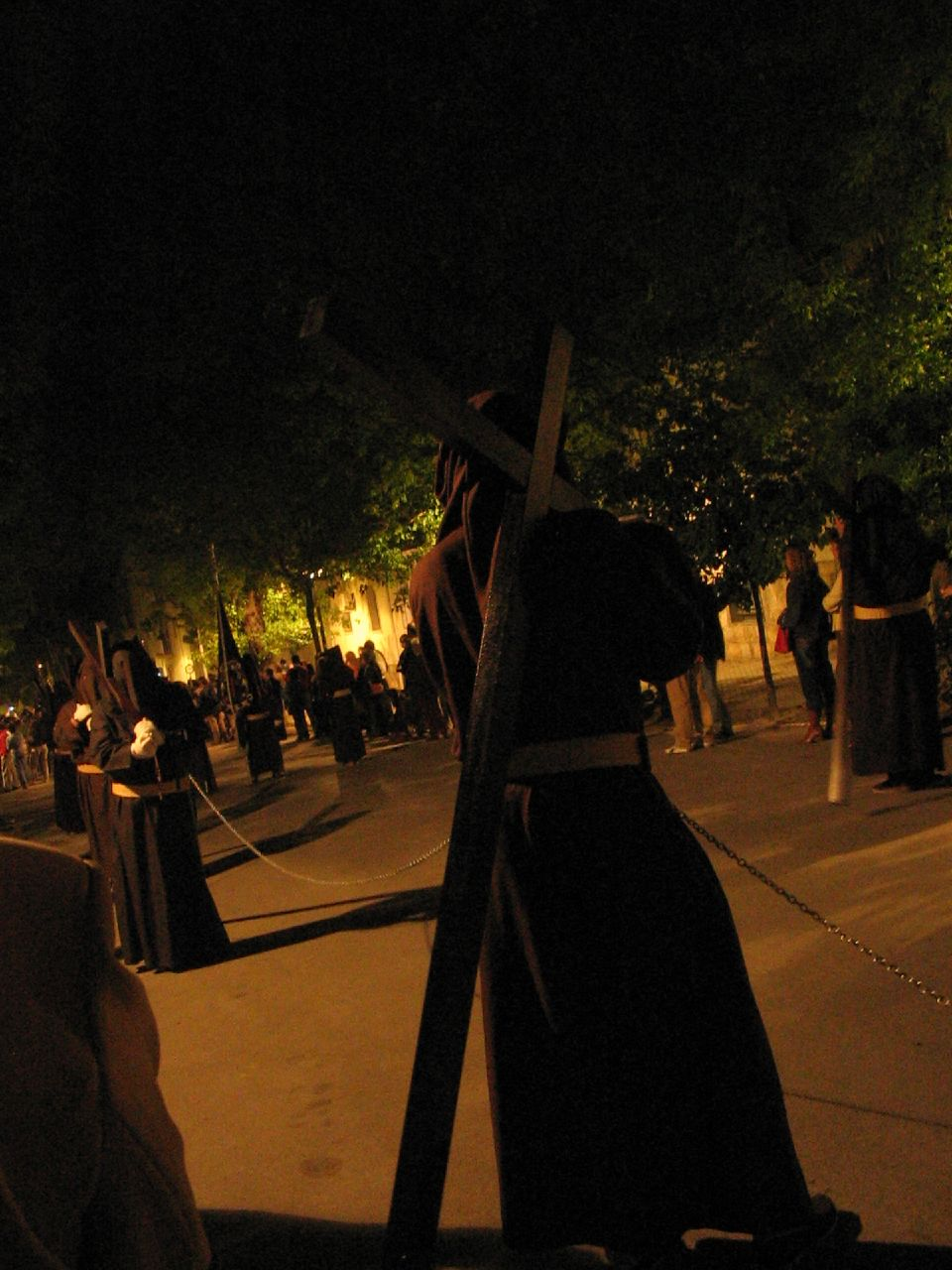
Acolytes en procession.

### Place dans la Procession officielle
Ordre de passage dans la procession officielle de la Semaine Sainte, à Jaén 
|                | Prédécesseur             | Rang d'entrée en procession | Successeur           |
| Mardi Saint    | Confrérie de la Clémence | 3° rang                     |                      |
| Mercredi Saint |                          | 3° rang                     | Fraternité du Captif |

### Patrimoine musical
- Madre de Humildad, marches de Jacinto Manuel Rouges Guisado[29]
- Cruz de Humildad, marche de José Luis Hernández Linares, 2012[30]

## Publications
La Fraternité édite deux publications annuelles qui sont présentées carême prenant à des personnes liées à la Fraternité et à la Semaine Sainte de Jaén.
- Humilité et Silence: est un bulletin créé en 1989, dans lequel se traite l'histoire et la vie de la Fraternité et la Semaine Sainte, remarquable par ses abondantes collaborations et par la qualité de ses articles.
- Humilitas: est une affiche photographique qui illustre toujours une maxime biblique, comme, «Viens et tu le verras»[31]. En 2008, «Maintenez-vous fermes dans la foi» [32],en 2009, «Je Crois, nous croyons », en 2013[33].

Lors de l'élection du frère majeur tant la couverture et la quatrième de couverture du bulletin que pour l'affiche, la Fraternité réalise un concours photographique, auquel chacun peut participer et gagner un prix, en présentant des photographies liées à la Fraternité. Avec toutes les photographies présentées au concours, la Fraternité réalise une exposition.

## Sources
- (es) Cet article est partiellement ou en totalité issu de l’article de Wikipédia en espagnol intitulé « Hermandad del Silencio (Jaén) » (voir la liste des auteurs).

Lequel compile des ressources tirées du site sur l'actualité des confréries de Jaén et de sa province :
(es) Pasión en Jaén, « Semana Santa en Jaén y provincia » (consulté le 4 décembre 2017).